# 拝田正機
拝田 正機（はいだ せいき、1943年1月28日 - ）は、日本のピアニスト、音楽教育者。

## 人物・来歴
東京都出身。国立音楽大学音楽部卒業。オーストリアウィーン国立アカデミー音楽院、ウィーン市立音楽院へ留学。アメリカ合衆国コロンビア大学大学院修了。国立音楽大学で後進のピアノ指導にあたり国立音楽大学准教授を歴任。ピアノリサイタル、演奏会を多数開催。
ミュージカルアカデミー・ドリーム学院長、国際ピアノデュオ協会会員、立川市地域文化振興財団評議委員。

### 家族・親族
- 娘：はいだしょうこ[1]（本名：祥子） - 歌手、女優、タレント、声優。宝塚歌劇団84期生。NHK『おかあさんといっしょ』第19代目うたのおねえさん。